# The Great Khali
Dalip Singh Rana (* 27. August 1972 in Dhirana, Himachal Pradesh), besser bekannt unter seinem Ringnamen The Great Khali, ist ein indischer Bodybuilder, Boxer, Wrestler und Schauspieler. Er stand zuletzt bei der Wrestlingorganisation WWE unter Vertrag, bei dieser er auch seit 2021 Mitglied der WWE Hall of Fame ist. Er wird vom Ringsprecher häufig mit 180 kg angegeben, dem sogenannten „Billed Weight“, aber sein tatsächliches Körpergewicht ist rund 157 kg.
Er arbeitet für die Punjabi Police, bei der er offiziell aus gesundheitlichen Gründen vom Dienst freigestellt ist.
Singhs bisher größter Erfolg im Wrestling war der Erhalt des World-Heavyweight-Champion-Titels. Seine außergewöhnliche Statur bescherte ihm zudem einige Rollen in Kinofilmen.

## Privatleben
Singh wurde mit 22 Jahren durch die Polizei in Jalandhar für ein Sportstipendium ausgewählt. Hier wurde er zum erfolgreichen Boxer und Bodybuilder. Im Jahr 2000 siedelte er mit Unterstützung seiner Familie und seines Arbeitgebers in die USA über. Trotz seines neuen Wohnsitzes ist Singh weiterhin Polizeioffizier. Seit 2002 ist er mit Harminder Kaur verheiratet.

## Wrestling-Karriere

### All Pro Wrestling (2000–2001)
In den Vereinigten Staaten trat er seit 2000 für die Liga All Pro Wrestling an. Am 28. Mai 2001 führte er während eines Trainings einen sogenannten Flapjack an Brian Ong aus. Ong wurde bei dieser Aktion tödlich verletzt, da er sich falsch bewegte und bereits vor der Aktion eine Gehirnerschütterung erlitten hatte. Ongs Familie erhielt 1,3 Millionen US-Dollar Schmerzensgeld von der APW. Der Liga wurde die Schuld an dem Vorfall gegeben, da Ong nicht angewiesen wurde, sich ärztlich untersuchen zu lassen. Singh wurde keine Schuld zugesprochen.

### New Japan Pro Wrestling (2001–2002)
Im August 2001 wechselte Singh nach Japan zu New Japan Pro-Wrestling. Dort bildete er mit „Giant Silva“ ein Tagteam. Er blieb bis Januar 2002 bei NJPW.

### World Wrestling Entertainment (2006–2014)

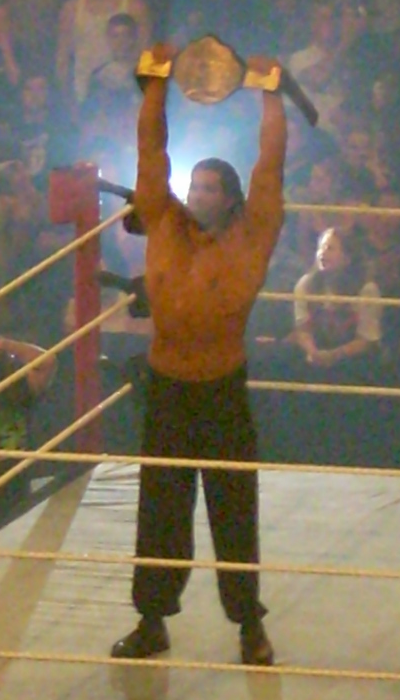
Khali als World Heavyweight Champion 2007

Im März 2006 unterschrieb Singh einen Vertrag bei World Wrestling Entertainment und trat zur wrestlerischen Weiterentwicklung in der Aufbauliga Deep South Wrestling an.
Am 7. April debütierte Singh als The Great Khali bei SmackDown!. Als Manager fungierte Daivari. Sein erstes SmackDown-Match hatte er am 21. April 2006, bei dem er Funaki besiegen durfte.
In der Folge wurde die Rollenverteilung zwischen Singh und Daivari getauscht, in der nun Daivari Wettkämpfe bestritt, während Singh als eine Mischung aus Bodyguard und Manager fungierte. Später wurde Singh aber bereits wieder in eine kurze Fehde gegen Tommy Dreamer eingebunden. Es folgte ein erneuter Roster-Wechsel.
Am 8. Januar 2007 wurde Singh als Neuverpflichtung bei RAW präsentiert und debütierte in einem Kampf gegen John Cena, den er gewinnen durfte. Dave Kapoor (Ranjin Singh) agierte vor den Kameras als Manager von Singh, ist jedoch eigentlich Booker.
In der am 20. Juli 2007 ausgestrahlten SmackDown!-Ausgabe durfte Singh eine Battle Royal um den vakanten World Heavyweight Titel gewinnen, da der amtierende Champion Edge diesen zuvor aufgrund einer Brustmuskel-Verletzung abgeben musste. Nach einigen erfolgreichen Verteidigungen musste er seinen Titel nach knapp zwei Monaten beim PPV Unforgiven an Batista verlieren. Nach einem kurzen Fehdenprogramm mit Big Show wurde Singh nur sporadisch eingesetzt. Anfang 2010 bildete Singh kurz ein Tag Team mit Matt Hardy.
Beim WWE-Draft 2010 wechselte er zu Monday Night RAW, ging aber am 26. April 2011 durch die WWE Draft wieder zurück zu SmackDown. Nach einigen kürzeren Fehden pausierte er von Anfang Oktober 2011 bis zum Royal Rumble am 29. Januar 2012, bei dem er zurückkehrte.
Am 26. Juli 2012 wurde ihm ein Tumor aus der Hypophyse entfernt.
Am 14. November 2014 wurde er von der WWE entlassen.

### Continental Wrestling Entertainment (seit 2015)
Am 24. November 2015 eröffnete Singh in Indien seine eigene Wrestlingschule und Promotion Continental Wrestling Entertainment (CWE).

### Rückkehr zur WWE (2017–2018)
Am 24. Juli 2017 griff Singh beim Battleground PPV in das Punjabi Prison Match zwischen Randy Orton und Jinder Mahal um die WWE Championship ein und verhalf Letzterem zur Titelverteidigung. Zudem trat er 2018 beim Greatest Royal Rumble im gleichnamigen Match an. Am 6. April 2021 wurde er in die Hall of Fame eingeführt.

## Außerhalb des Wrestlings

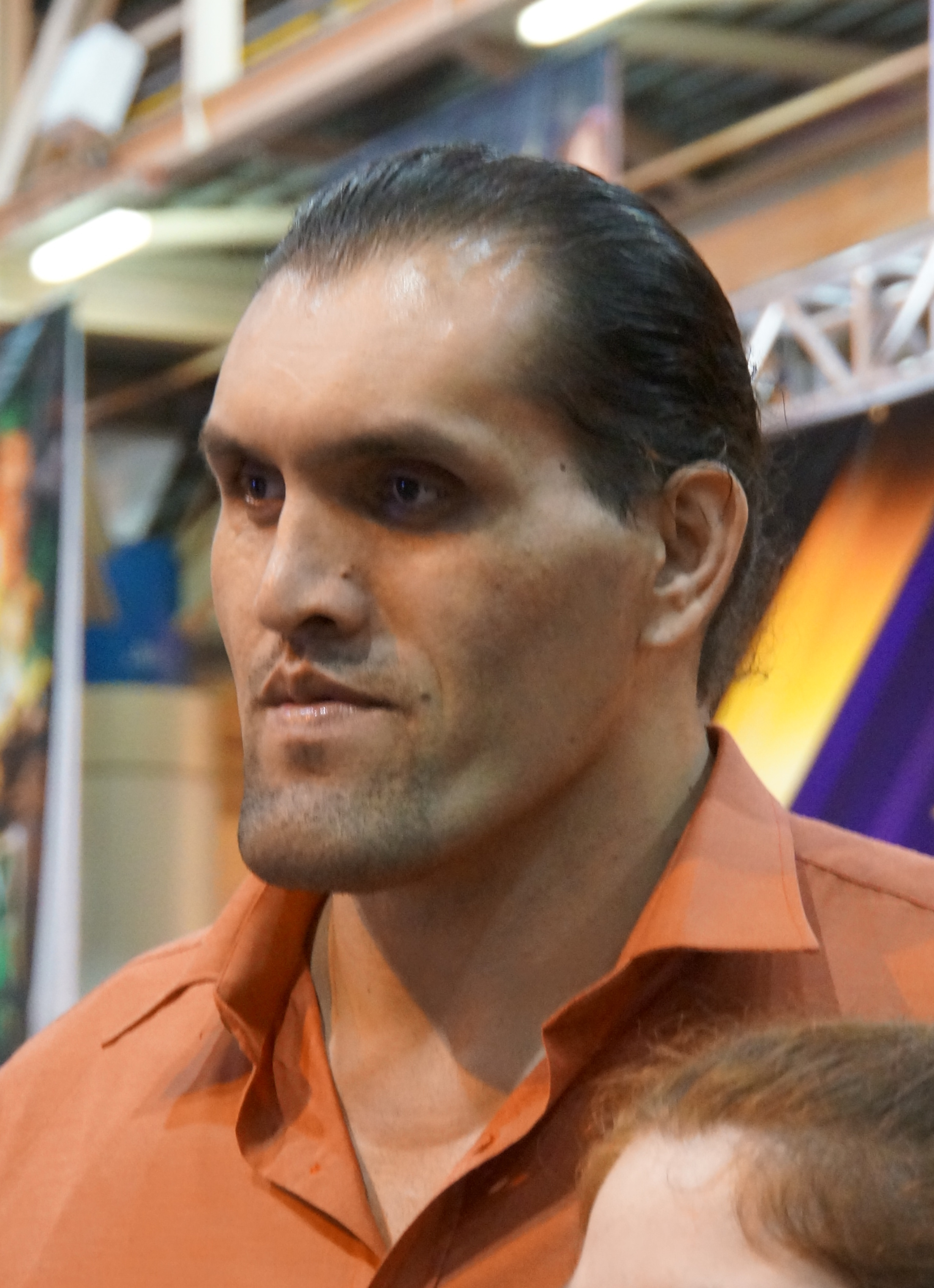
Khali im Jahr 2014

Singh war 1997 und 1998 Mr. India im Bodybuilding. Er war auch Darsteller in verschiedenen Filmen. So spielte er 2005 die Rolle des „Turley“ im Spielfilm Spiel ohne Regeln, 2008 war er „Dalip“ im Film Get Smart und ein anderes Mal „Khali“ im indischen Film Kushti. Ebenso wirkte er im französischen Film Auf den Spuren des Marsupilami mit.

## Wrestling-Erfolge
World Wrestling Entertainment
- World Heavyweight Championship (1×)
- Hall of Fame (Class of 2021)

Continental Wrestling Entertainment
- CWE Heavyweight Championship (2×)